# Линь Шу
Линь Шу (кит. трад. 林紓, упр. 林纾, пиньинь Lín Shū, 8 ноября 1857 — 9 октября 1927) — китайский писатель-эссеист, драматург и переводчик времен падения империи Цин и начала Китайской республики.

## Биография
Происходил из семьи среднего достатка. Родился в уезде Мяньсянь (сейчас это место находится на территории района Тайцзян городского округа Фучжоу) провинции Фуцзянь. В 1862 году пошел в частную школу и обнаружил способности к обучению. В 1897 году сдал провинциальные экзамены и получил образовательную степень цзюйжэнь. В дальнейшем занимал различные должности в родной провинции. Поддерживал консерваторов, выступал против реформистов. Не принял синьхайскую революцию 1911-1912 года, которая свергла монархию. Впрочем, остался на государственной службе. С этого момента все внимание переключил на работу над переводами и литературной деятельностью. В 1918 году выступил против новой китайской культуры. Не поддержал движение 4 мая. Тогда же перебирается в Пекин, где служит прежнем императоре Пу И.

## Творчество
Линь Шу иностранных языков не знал. Переводил с устных подстрок древних языков, адаптируя текст, поэтому пользовался уважением среди национальной интеллигенции. С 1898 года, когда Линь Шу перевел роман А. Дюма-сына «Дама с камелиями», до 1920-х годов, Линь Шу опубликовал переводы китайской около 200 произведений английских, французских, американских, российских, норвежских, шведских, бельгийских, испанских, японских писателей. Он впервые открыл для Китая многих классиков мировой литературы. Линь Шу делал вольные переводы-переводы на вэньянь, весьма яркие и эмоциональные, которые оставили след в китайской литературе той эпохи.
Значительное внимание также уделял предисловиям (сюй), которые по своему характеру приближались к публицистическим статьям и памфлетам. Его предисловия к своим переводам произведений различных авторов отличаются не только большой эмоциональностью, но и полемичностью постановки проблем, имеющих непосредственное отношение к китайской действительности.
Некоторое время Линь Шу обращался к созданию пьес. Тематика их была преимущественно историческая, самой известной является драма «Жемчужина Хеэу».